# Elecciones al Parlamento Europeo de 2019 (Polonia)
Las elecciones al Parlamento Europeo de 2019 en Polonia se realizaron el 26 de mayo de 2019. El electorado polaco eligió  a 52 eurodiputados. El número de eurodiputados era el resultado de la redistribución de escaños en el Parlamento Europeo de 2018, pero después de que el Reino Unido anunciara su participación en las elecciones europeas, Polonia siguió representada por 51 eurodiputados. El 52.º eurodiputado asumió el cargo inmediatamente después de que el Reino Unido abandonase la Unión Europea.
Los eurodiputados polacos son elegidos por sufragio universal directo por ciudadanos polacos y ciudadanos de la UE que residen permanentemente en Polonia y son mayores de 18 años.
La votación se lleva a cabo en catorce circunscripciones según el método de segunda vuelta instantánea. Los mandatos se asignan por circunscripción a nivel nacional según el método d'Hondt entre las listas que superan el 5 % de los votos emitidos; luego los escaños se asignan a las listas según el método del método del resto mayor.

## Resultados
Los resultados se detallan a continuación:
| Candidatura                                              | Candidatura                                              | Votos      | %      | Escaños                         | Escaños                         |
| Candidatura                                              | Candidatura                                              | Votos      | %      | Prebrexit                       | Postbrexit                      |
| -------------------------------------------------------- | -------------------------------------------------------- | ---------- | ------ | ------------------------------- | ------------------------------- |
|                                                          | Ley y Justicia (PiS)                                     | 6 192 780  | 45,38  | 26                              | 27                              |
|                                                          | Coalición Europea (KE)                                   | 5 249 935  | 38,47  | 22                              | 22                              |
|                                                          | Wiosna (Wiosna)                                          | 826,975    | 6,06   | 3                               | 3                               |
| Konfederacja KORWiN Braun Liroy Narodowcy (Konfederacja) | Konfederacja KORWiN Braun Liroy Narodowcy (Konfederacja) | 621 188    | 4,55   | 0                               | 0                               |
| Kukiz'15 (K'15)                                          | Kukiz'15 (K'15)                                          | 503,564    | 3,69   | 0                               | 0                               |
| Razem (Razem)                                            | Razem (Razem)                                            | 168 745    | 1,24   | 0                               | 0                               |
| Polska Fair Play (PFP)                                   | Polska Fair Play (PFP)                                   | 74 013     | 0,54   | 0                               | 0                               |
| Coalición-PolEXIT (P-K)                                  | Coalición-PolEXIT (P-K)                                  | 7900       | 0,06   | 0                               | 0                               |
| Jedność Narodu (JN)                                      | Jedność Narodu (JN)                                      | 2211       | 0,02   | 0                               | 0                               |
| Votos válidos                                            | Votos válidos                                            | 13 647 311 | 99,17  | 51                              | 52                              |
| Votos nulos y en blanco                                  | Votos nulos y en blanco                                  | 113 663    | 0,83   | Participación: \| \| 45,68 % \| | Participación: \| \| 45,68 % \| |
| Votos totales                                            | Votos totales                                            | 13 760 974 | 100,00 | Participación: \| \| 45,68 % \| | Participación: \| \| 45,68 % \| |
| Electores                                                | Electores                                                | 30 118 852 | -      | Participación: \| \| 45,68 % \| | Participación: \| \| 45,68 % \| |
|                                                          | 45,68 %                                                  |            |        |                                 |                                 |